# Assou (affluent du Dadou)
Pour les articles homonymes, voir Assou.
L'Assou est une rivière du sud de la France sous-affluent du Tarn et de la Garonne.

## Géographie
De 36,8 km de longueur, il prend sa source dans les monts d'Alban sur la commune d'Alban dans le Tarn et se jette dans le Dadou en rive droite sur la commune de Laboutarie.

### Communes et cantons traversés
- Tarn : Alban, Villefranche-d'Albigeois, Mouzieys-Teulet, Dénat, Lombers, Fauch, Laboutarie.

## Principaux affluents
- Le Ravin de Fonbasse (rg), 3,8 km
- Le Revergnas, 3,2 km
- Ruisseau de Saint-Salvy, 3,4 km
- Ruisseau de Bagenac 3,5 km
- Ruisseau de Tincamba, 3,6 km